# NFL 1983
Die NFL-Saison 1983 war die 64. Saison im American Football in der National Football League (NFL). Die Regular Season begann am 3. September 1983 und endete am 19. Dezember 1983.
Die Saison endete mit dem Pro Bowl am 28. Januar im Aloha Stadium in Honolulu, Hawaii.

## Regular Season
| AFC East             | AFC East | AFC East | AFC East | AFC East | AFC East | AFC East | AFC East | AFC East |
| Team                 | S        | N        | U        | SQ       | P+       | P−       | DIV      | CONF     |
| -------------------- | -------- | -------- | -------- | -------- | -------- | -------- | -------- | -------- |
| Miami Dolphins       | 12       | 4        | 0        | 0,750    | 389      | 250      | 6–2      | 9–3      |
| New England Patriots | 8        | 8        | 0        | 0,500    | 274      | 289      | 4–4      | 6–6      |
| Buffalo Bills        | 8        | 8        | 0        | 0,500    | 283      | 351      | 4–4      | 7–5      |
| Baltimore Colts      | 7        | 9        | 0        | 0,438    | 264      | 354      | 3–5      | 5–9      |
| New York Jets        | 7        | 9        | 0        | 0,438    | 313      | 331      | 3–5      | 4–8      |

| NFC East            | NFC East | NFC East | NFC East | NFC East | NFC East | NFC East | NFC East | NFC East |
| Team                | S        | N        | U        | SQ       | P+       | P−       | DIV      | CONF     |
| ------------------- | -------- | -------- | -------- | -------- | -------- | -------- | -------- | -------- |
| Washington Redskins | 14       | 2        | 0        | 0,875    | 541      | 332      | 7–1      | 10–2     |
| Dallas Cowboys      | 12       | 4        | 0        | 0,750    | 479      | 360      | 7–1      | 10–2     |
| St. Louis Cardinals | 8        | 7        | 1        | 0,531    | 374      | 428      | 3–4–1    | 5–6–1    |
| Philadelphia Eagles | 5        | 11       | 0        | 0,313    | 233      | 322      | 1–7      | 4–10     |
| New York Giants     | 3        | 12       | 1        | 0,219    | 267      | 347      | 1–6–1    | 3–8–1    |

| AFC Central         | AFC Central | AFC Central | AFC Central | AFC Central | AFC Central | AFC Central | AFC Central | AFC Central |
| Team                | S           | N           | U           | SQ          | P+          | P−          | DIV         | CONF        |
| ------------------- | ----------- | ----------- | ----------- | ----------- | ----------- | ----------- | ----------- | ----------- |
| Pittsburgh Steelers | 10          | 6           | 0           | 0,625       | 355         | 303         | 4–2         | 8–4         |
| Cleveland Browns    | 9           | 7           | 0           | 0,563       | 356         | 342         | 3–3         | 7–5         |
| Cincinnati Bengals  | 7           | 9           | 0           | 0,438       | 346         | 302         | 4–2         | 4–8         |
| Houston Oilers      | 2           | 14          | 0           | 0,125       | 288         | 460         | 1–5         | 1–11        |

| NFC Central          | NFC Central | NFC Central | NFC Central | NFC Central | NFC Central | NFC Central | NFC Central | NFC Central |
| Team                 | S           | N           | U           | SQ          | P+          | P−          | DIV         | CONF        |
| -------------------- | ----------- | ----------- | ----------- | ----------- | ----------- | ----------- | ----------- | ----------- |
| Detroit Lions        | 9           | 7           | 0           | 0,563       | 347         | 286         | 7–1         | 8–4         |
| Green Bay Packers    | 8           | 8           | 0           | 0,500       | 429         | 439         | 4–4         | 6–6         |
| Chicago Bears        | 8           | 8           | 0           | 0,500       | 311         | 301         | 4–4         | 7–7         |
| Minnesota Vikings    | 8           | 8           | 0           | 0,500       | 316         | 348         | 4–4         | 4–8         |
| Tampa Bay Buccaneers | 2           | 14          | 0           | 0,125       | 241         | 380         | 1–7         | 1–11        |

| AFC West            | AFC West | AFC West | AFC West | AFC West | AFC West | AFC West | AFC West | AFC West |
| Team                | S        | N        | U        | SQ       | P+       | P−       | DIV      | CONF     |
| ------------------- | -------- | -------- | -------- | -------- | -------- | -------- | -------- | -------- |
| Los Angeles Raiders | 12       | 4        | 0        | 0,750    | 442      | 338      | 6–2      | 10–2     |
| Seattle Seahawks    | 9        | 7        | 0        | 0,563    | 403      | 397      | 5–3      | 8–4      |
| Denver Broncos      | 9        | 7        | 0        | 0,563    | 302      | 327      | 3–5      | 9–5      |
| San Diego Chargers  | 6        | 10       | 0        | 0,375    | 358      | 462      | 4–4      | 4–8      |
| Kansas City Chiefs  | 6        | 10       | 0        | 0,375    | 386      | 367      | 2–6      | 4–8      |

| NFC West            | NFC West | NFC West | NFC West | NFC West | NFC West | NFC West | NFC West | NFC West |
| Team                | S        | N        | U        | SQ       | P+       | P−       | DIV      | CONF     |
| ------------------- | -------- | -------- | -------- | -------- | -------- | -------- | -------- | -------- |
| San Francisco 49ers | 10       | 6        | 0        | 0,625    | 432      | 293      | 4–2      | 8–4      |
| Los Angeles Rams    | 9        | 7        | 0        | 0,563    | 361      | 344      | 5–1      | 8–4      |
| New Orleans Saints  | 8        | 8        | 0        | 0,500    | 319      | 337      | 2–4      | 7–5      |
| Atlanta Falcons     | 7        | 9        | 0        | 0,438    | 370      | 389      | 1–5      | 4–8      |

 Divisionssieger 0  Wildcard

Quelle: pro-football-reference.com
Divisional Tie-Breaker
- New England beendete die Saison vor Buffalo in der AFC East aufgrund ihrer zwei direkten Siege.
- Baltimore beendete die Saison vor den New York Jets in der AFC East aufgrund ihrer besseren Conference-Bilanz (5–9 (0,357) gegenüber 4–8 (0,333) von New York)
- San Diego beendete die Saison vor Kansas City in der AFC West aufgrund ihrer zwei direkten Siege.
- Minnesota landete auf dem vierten Platz in der NFC Central, nachdem es aus dem Dreiervergleich mit Green Bay und Chicago aufgrund der Conference-Bilanz am schlechtesten abschnitt (4–8 von Minnesota gegenüber 6–6 von Green Bay und 7–7 von Chicago).
- Green Bay beendete die Saison vor Chicago in der NFC Central aufgrund ihrer besseren Bilanz gegen gemeinsame Gegner (4–4 gegenüber 3–5 von Chicago).

Quelle: nfl.com

## Play-offs

### Setzlisten
| AFC  | AFC                 | AFC            | AFC    |
| Rang | Team                | Division       | Bilanz |
| ---- | ------------------- | -------------- | ------ |
| 1    | Los Angeles Raiders | Sieger West    | 12–4   |
| 2    | Miami Dolphins      | Sieger East    | 12–4   |
| 3    | Pittsburgh Steelers | Sieger Central | 10–6   |
| 4    | Seattle Seahawks    | West           | 09–7   |
| 5    | Denver Broncos      | West           | 09–7   |
| –    | Cleveland Browns    | Central        | 09–7   |

| NFC  | NFC                 | NFC            | NFC    |
| Rang | Team                | Division       | Bilanz |
| ---- | ------------------- | -------------- | ------ |
| 1    | Washington Redskins | Sieger East    | 14–2   |
| 2    | San Francisco 49ers | Sieger West    | 10–6   |
| 3    | Detroit Lions       | Sieger Central | 09–7   |
| 4    | Dallas Cowboys      | East           | 12–4   |
| 5    | Los Angeles Rams    | West           | 09–7   |

Conference Tie-Breaker
- Die Los Angeles Raiders sicherte sich den 1. Platz in der Play-off-Setzliste der AFC vor Miami aufgrund ihres 27:14-Sieges im direkten Duell in Woche 3.
- Seattle sicherte sich den ersten Wild Card Platz der AFC vor Denver aufgrund ihrer besserer Division-Bilanz (5–3 zu Denver 3–5). Cleveland, die ebenfalls einen 9–7 Record aufwiesen, verpassten hingegen die Play-offs, da sie im direkten Duell mit den zwei anderen Mannschaften die schlechteste Bilanz aufwiesen (2–1 von Seattle und Denver gegenüber 0–2 von Cleveland)

Quelle: nfl.com
Die Play-offs begannen am 24. Dezember und liefen bis zum 8. Januar 1984.
Die Los Angeles Raiders gewannen ihren dritten Super Bowl.
|  |                              |                              |                              |                                    |                                    |                                    |                                  |               |                  |                  |                  |    |  |  |  |  |  |
|  |                              |                              |                              |                                    | Divisional Playoffs                |                                    |                                  |               |                  |                  |                  |    |  |  |  |  |  |
|  |                              |                              |                              |                                    | 1. Januar – L.A. Memorial Coliseum |                                    |                                  |               |                  |                  |                  |    |  |  |  |  |  |
|  | AFC Wild Card Game           | AFC Wild Card Game           | AFC Wild Card Game           | AFC Championship                   | AFC Championship                   | AFC Championship                   |                                  |               |                  |                  |                  |    |  |  |  |  |  |
|  | AFC Wild Card Game           | AFC Wild Card Game           | AFC Wild Card Game           | AFC Championship                   | AFC Championship                   | AFC Championship                   | 1                                | L.A. Raiders  | 38               |                  |                  |    |  |  |  |  |  |
|  | 24. Dezember – The Kingdome  | 24. Dezember – The Kingdome  | 24. Dezember – The Kingdome  | 8. Januar – L.A. Memorial Coliseum | 8. Januar – L.A. Memorial Coliseum | 8. Januar – L.A. Memorial Coliseum | 1                                | L.A. Raiders  | 38               |                  |                  |    |  |  |  |  |  |
|  | 24. Dezember – The Kingdome  | 24. Dezember – The Kingdome  | 24. Dezember – The Kingdome  | 8. Januar – L.A. Memorial Coliseum | 8. Januar – L.A. Memorial Coliseum | 8. Januar – L.A. Memorial Coliseum | 3                                | Pittsburgh    | 10               |                  |                  |    |  |  |  |  |  |
|  | 4                            | Seattle                      | 31                           | 1                                  | L.A. Raiders                       | 30                                 | 3                                | Pittsburgh    | 10               |                  |                  |    |  |  |  |  |  |
|  | 4                            | Seattle                      | 31                           | 1                                  | L.A. Raiders                       | 30                                 | 31. Dezember – Miami Orange Bowl |               |                  |                  |                  |    |  |  |  |  |  |
|  | 5                            | Denver                       | 7                            |                                    | 4                                  | Seattle                            | 14                               |               | Super Bowl XVIII | Super Bowl XVIII | Super Bowl XVIII |    |  |  |  |  |  |
|  | 5                            | Denver                       | 7                            | 2                                  | 4                                  | Seattle                            | 14                               | Miami         | Super Bowl XVIII | Super Bowl XVIII | Super Bowl XVIII | 20 |  |  |  |  |  |
|  |                              |                              |                              | 2                                  |                                    |                                    | 22. Januar – Tampa Stadium       | Miami         |                  |                  |                  | 20 |  |  |  |  |  |
|  | 4                            | Seattle                      | 27                           |                                    |                                    |                                    |                                  |               |                  |                  |                  |    |  |  |  |  |  |
|  | 4                            | Seattle                      | 27                           | A1                                 | L.A. Raiders                       | 38                                 |                                  |               |                  |                  |                  |    |  |  |  |  |  |
|  | 1. Januar – RFK Stadium      |                              |                              | A1                                 | L.A. Raiders                       | 38                                 |                                  |               |                  |                  |                  |    |  |  |  |  |  |
|  | NFC Wild Card Game           | NFC Wild Card Game           | NFC Wild Card Game           | NFC Championship                   | NFC Championship                   | NFC Championship                   |                                  | N1            | Washington       | 9                |                  |    |  |  |  |  |  |
|  | NFC Wild Card Game           | NFC Wild Card Game           | NFC Wild Card Game           | NFC Championship                   | NFC Championship                   | NFC Championship                   | 1                                | N1            | Washington       | 9                | Washington       | 51 |  |  |  |  |  |
|  | 26. Dezember – Texas Stadium | 26. Dezember – Texas Stadium | 26. Dezember – Texas Stadium | 8. Januar – RFK Stadium            | 8. Januar – RFK Stadium            | 8. Januar – RFK Stadium            | 1                                |               |                  |                  | Washington       | 51 |  |  |  |  |  |
|  | 26. Dezember – Texas Stadium | 26. Dezember – Texas Stadium | 26. Dezember – Texas Stadium | 8. Januar – RFK Stadium            | 8. Januar – RFK Stadium            | 8. Januar – RFK Stadium            | 5                                | L.A. Rams     | 7                |                  |                  |    |  |  |  |  |  |
|  | 4                            | Dallas                       | 17                           | 1                                  | Washington                         | 24                                 | 5                                | L.A. Rams     | 7                |                  |                  |    |  |  |  |  |  |
|  | 4                            | Dallas                       | 17                           | 1                                  | Washington                         | 24                                 | 31. Dezember – Candlestick Park  |               |                  |                  |                  |    |  |  |  |  |  |
|  | 5                            | L.A. Rams                    | 24                           |                                    | 2                                  | San Francisco                      | 21                               |               |                  |                  |                  |    |  |  |  |  |  |
|  | 5                            | L.A. Rams                    | 24                           | 2                                  | 2                                  | San Francisco                      | 21                               | San Francisco | 24               |                  |                  |    |  |  |  |  |  |
|  |                              |                              |                              | 2                                  |                                    |                                    |                                  |               | 24               |                  |                  |    |  |  |  |  |  |
|  | 3                            | Detroit                      | 0                            |                                    |                                    |                                    |                                  |               |                  |                  |                  |    |  |  |  |  |  |
|  | 3                            | Detroit                      | 0                            |                                    |                                    |                                    |                                  |               |                  |                  |                  |    |  |  |  |  |  |

## Super Bowl XVIII
Der 18. Super Bowl fand am 22. Januar 1984 im Tampa Stadium in Tampa, Florida statt. Im Finale trafen die Washington Redskins auf die Los Angeles Raiders.
|                     | 1 | 2  | 3  | 4 | Gesamt |
| ------------------- | - | -- | -- | - | ------ |
| Los Angeles Raiders | 7 | 14 | 14 | 3 | 38     |
| Washington Redskins | 0 | 3  | 6  | 0 | 9      |

## Auszeichnungen
| Most Valuable Player            | Joe Theismann, Quarterback, Washington Redskins |
| Coach of the Year               | Joe Gibbs, Washington Redskins                  |
| Offensive Player of the Year    | Joe Theismann, Quarterback, Washington Redskins |
| Defensive Player of the Year    | Doug Betters, Defensive End, Miami Dolphins     |
| Offensive Rookie of the Year    | Eric Dickerson, Runningback, Los Angeles Rams   |
| Defensive Rookie of the Year    | Vernon Maxwell, Linebacker, Baltimore Colts     |
| Comeback Player of the Year     | Billy Johnson, Wide Receiver, Atlanta Falcons   |
| Man of the Year                 | Rolf Benirschke, Kicker, San Diego Chargers     |
| Super Bowl Most Valuable Player | Marcus Allen, Runningback, Los Angeles Raiders  |